# Erpresserin (Film)
Erpresserin (Originaltitel: The Last Page) ist ein britischer Kriminalfilm aus dem Jahr 1952 von Terence Fisher mit George Brent und Marguerite Chapman in den Hauptrollen. Der Film noir basiert auf dem Roman The Last Page von James Hadley Chase.

## Handlung
Der Amerikaner John Harman ist Manager einer Buchhandlung in London. Er informiert seine Sekretärin Stella Tracy, dass er endlich den erwarteten Scheck seiner Versicherung erhalten hat, um mit dem Geld die Behandlungskosten seiner kranken Frau May abzudecken. Im Ladenlokal rügt Clive Oliver die ständige Unpünktlichkeit der Angestellten Ruby Bruce. Um es Clive heimzuzahlen, zeigt sie einen Diebstahl durch den Kunden Jeffrey Hart nicht an, sondern lässt sich von diesem zum Besuch eines Nachtclubs einladen. Dort umgarnt er sie, so dass sie ihn bittet, sich am nächsten Abend wieder mit ihr zu treffen.
Am nächsten Tag bittet John Ruby, länger zu arbeiten, um mit ihm einen Katalog für Neuerscheinungen zusammenzustellen. Als zu Geschäftsschluss alle gegangen sind, zieht sich Ruby schnell um. In ihrem verführerischen Abendkleid betritt sie Johns Büro und bemerkt den Scheck auf dem Schreibtisch. Während der Arbeit mit den neuen Büchern bekommt Rubys Kleid einen Riss. Als John den Riss mit der Hand bedeckt, küsst sie ihn. Zuerst erwidert John den Kuss, zieht sich aber sofort von Ruby zurück. Unterdessen unterhält sich Jeffrey im Nachtclub mit seiner Ex-Freundin Vi über seine Freilassung aus dem Gefängnis. Als Ruby im Nachtclub erscheint, wird Vi eifersüchtig. Ruby behauptet, ihr Chef habe sie grob behandelt. Jeffrey schlägt ihr auf den Arm, damit sich ein Hämatom bildet. Er schlägt Ruby vor, John mit dem Vorwurf der Misshandlung zu erpressen.
Als Ruby am nächsten Tag Geld von John verlangt, wird sie von diesem ignoriert. Auch auf die Drohung, einen gerade verfassten Brief an May zu schicken, bleibt ohne Reaktion. Ohne es Ruby zu sagen, schickt Jeffrey den Brief ab. Am nächsten Nachmittag erhält John die Nachricht vom Tod seiner Frau. Trotz verordneter Bettruhe war sie aufgestanden, um einen anonymen Brief zu verbrennen. John ruft Ruby in sein Büro und wirft ihr vor, den Brief abgeschickt zu haben. Clive kann das Gespräch nicht hören, sieht aber, wie John Ruby grob am Arm packt. Ruby eilt zu Jeffrey, sie will aus der Sache aussteigen, doch Jeffrey zwingt sie, zurück in den Laden zu gehen. John ist immer noch in seinem Büro. Als Ruby erneut Geld verlangt, wirft er ihr frustriert einige Scheine zu. Ruby nimmt das Geld an sich und trifft im Umkleideraum auf Jeffrey. Um ihren Erschreckensschrei zu unterdrücken, hält er ihren Mund zu. John schaut sich nach der Ursache des Schreis um. Da er nichts außergewöhnliches sieht, verlässt er das Geschäft.
Am nächsten Tag wird Ruby als vermisst gemeldet. Clive findet ihren Schirm, obwohl er gesehen hat, dass sie ihn mitgenommen hat, als sie gegangen ist. Als er auch noch einen ihrer Schuhe findet und herausfindet, dass John länger gearbeitet hat, informiert er die Polizei über seinen Verdacht, dass John Ruby ermordet habe. Kurz darauf bringt John eine große Bücherkiste zu sich nach Hause. Statt Bücher findet er jedoch Rubys Leiche in der Kiste. In diesem Moment klingeln Polizeibeamte an seiner Tür, John flieht panisch durch die Hintertür. Er nimmt Kontakt zu Stella auf und geht mit ihr die Geschehnisse der letzten Tage durch. Ihnen wird klar, dass jemand Ruby zu der Erpressung gezwungen haben muss. John erinnert sich, dass er im Umkleideraum einige der neuen Bücher gesehen hat. Noch bevor beide zum Geschäft fahren, gesteht John Stella seine Liebe, woraufhin sie sich küssen. Stella bittet Clive, John heimlich ins Geschäft zu bringen. Zuerst lehnt Clive ab, da er selber in Stella verliebt ist, willigt dann aber doch ein.
Jeffrey schickt Vi los, Zigaretten zu kaufen. Der Schein, mit dem sie bezahlt wird als Teil von Johns Versicherungssumme identifiziert. Auf der Polizeiwache erklärt Vi, dass Jeffrey bei ihr wohne. Als sie ein Bild von Ruby auf dem Schreibtisch des Polizisten sieht, wird sie wieder eifersüchtig und weist auf Jeffreys Freundschaft mit ihr hin. Am Abend hilft Clive John, in den Umkleideraum zu schleichen. Dann alarmiert er die Polizei. Inspector Dale hat mittlerweile Jeffrey in Verdacht und hilft John, nach Hinweisen zu suchen. Zur gleichen Zeit erinnert sich Stella an den Namen des Nachtclubs, den ihr Ruby erzählt hat. Heimlich fährt sie dorthin und findet sowohl Rubys als auch Jeffreys Namen in der Gästeliste. Sie trifft auf Jeffrey, der sie mit zu Vis Wohnung nimmt. Dort versucht er, sie zu erwürgen, doch wird er dabei von Dale gestört, der mit John zu Vis Wohnung gefahren ist, um Jeffrey zu verhören. Jeffrey setzt die Wohnung in Brand, wird aber vom hereinstürmenden John überwältigt. Nachdem Dale Jeffrey verhaftet hat, nimmt John Stella in seine Arme.

## Hintergrund
Gedreht wurde der Film ab Anfang Juli 1951 in London, Windsor und Maidenhead sowie in den Bray Studios in Bray.
Der Film war die erste Produktion einer Partnerschaft zwischen der US-amerikanischen Lippert Production und der britischen Exclusive Films. Zwischen 1951 und 1954 produzierte Exclusive Films fünf Filme, die von Lippert Production in den USA veröffentlicht wurden. Will Hammer, Direktor der Hammer Films, war als Co-Produzent beteiligt, der Film wurde mit der Nennung A Hammer Production aufgeführt.
Jimmy Sangster arbeitete als Regieassistent. Die Filmmusik wurde vom Royal Philharmonic Orchestra eingespielt.

## Veröffentlichung
Die Premiere des Films fand am 25. Januar 1952 unter dem Titel Man Bait in den USA statt. Im Vereinigten Königreich kam er im April 1952 in die Kinos, in der Bundesrepublik Deutschland am 30. Januar 1953, in Österreich im April 1954.

## Kritiken
Der Filmkritiken-Aggregator Rotten Tomatoes hat in einer Auswertung ein Publikumsergebnis von 35 Prozent positiver Bewertungen ermittelt.
Das Lexikon des internationalen Films schrieb: „Konventioneller Kriminalfilm mit gemäßigtem Nervenkitzel.“
Die Variety befand, der Film sei als Zweitfilm annehmbar und verfüge über eine interessante Storyentwicklung.